# گروس فوشورن
گروس فوشورن (به لاتین: Gross Fusshorn) یک کوه در سوئیس است که در کانتون وله واقع شده‌است. گروس فوشورن ۳٬۶۲۷ متر بالاتر از سطح دریا واقع شده‌است.